# Bandera de Hong Kong
La bandera de la región administrativa especial de Hong Kong de la República Popular China es una Bauhinia × blakeana blanca, estilizada, de cinco pétalos en el centro de un campo rojo. El color rojo en esta bandera regional es igual que el de la bandera de la República Popular China.
La bandera fue adoptada el 4 de abril de 1990, y recibió la aprobación formal del comité preparatorio el 10 de agosto de 1996. Fue izada por primera vez oficialmente el 1 de julio de 1997, en una ceremonia histórica que marcaba la transferencia de la soberanía de Hong Kong del Reino Unido a la RPC. El uso de la bandera regional se regula con las leyes aprobadas por la 58.ª reunión ejecutiva del Consejo del Estado celebrada en Pekín y la Ley Básica de Hong Kong.
La bandera colonial anterior fue utilizada desde el 27 de julio de 1959, al 30 de junio de 1997 bajo el dominio británico. Era la Insignia azul del Reino Unido detrás del escudo de Hong Kong, en un disco blanco centrado en la mitad externa de la bandera. El diseño de 1876 incluía una insignia colonial, con una escena local en vez del escudo de Hong Kong.

## Diseño

### Simbolismo

Símbolo del consejo urbano desde su concepción en la década de 1960 hasta su abolición en 1999.

El diseño de la bandera tiene varios significados, culturales, políticos y regionales. El color en sí es significativo: el rojo es siempre un color festivo para la gente en China, y es de interés recordar que el Ejército de Liberación del Pueblo se llamaba anteriormente Ejército Rojo de China. Así, el color conlleva un sentido de celebración y nacionalismo. Más allá, el rojo es idéntico al usado por la bandera de la República Popular de China, que implica la relación cercana que se restableció entre el Hong Kong poscolonial y su madre patria. La yuxtaposición del rojo y el blanco simboliza el principio político: "Un país, dos sistemas" que se aplica en la región con la estilización de la Bauhinia blakeana armonizando esta dicotomía.
La bauhinia ha sido usada como símbolo nacional del ahora extinto Consejo Urbano desde 1965 (representado a la derecha). Se puede observar que los elementos de diseño se incorporaron a la bandera de Hong Kong.

### Construcción
Cuando se manufactura la bandera, la parte anterior y posterior lucen exactamente igual. El gobierno de Hong Kong ha especificado los tamaños, colores y parámetros para que su manufactura pueda ser completada.
El fondo de la bandera rectangular es rojo. Se intenta que sea exactamente como el color de la bandera de la República Popular de China. La proporción de su largo contra su ancho es 2:3, en su centro se encuentra una flor estilizada de color blanco de cinco pétalos, llamada bauhinia. El círculo en el que se encuentra la flor es de un diámetro de 0.6 partes de la altura de la bandera. Los pétalos se reparten uniformemente alrededor del punto central de la bandera, y se muestran hacia afuera en una dirección en sentido de las manecillas del reloj. Cada pétalo tiene una estrella roja de 5 picos con una línea roja, sugiriendo el estambre de la flor. La línea roja hace ver a cada pétalo como si estuviera dividido por la mitad. La cuerda usada para subir la bandera a su asta es blanca.

### Especificaciones de tamaño

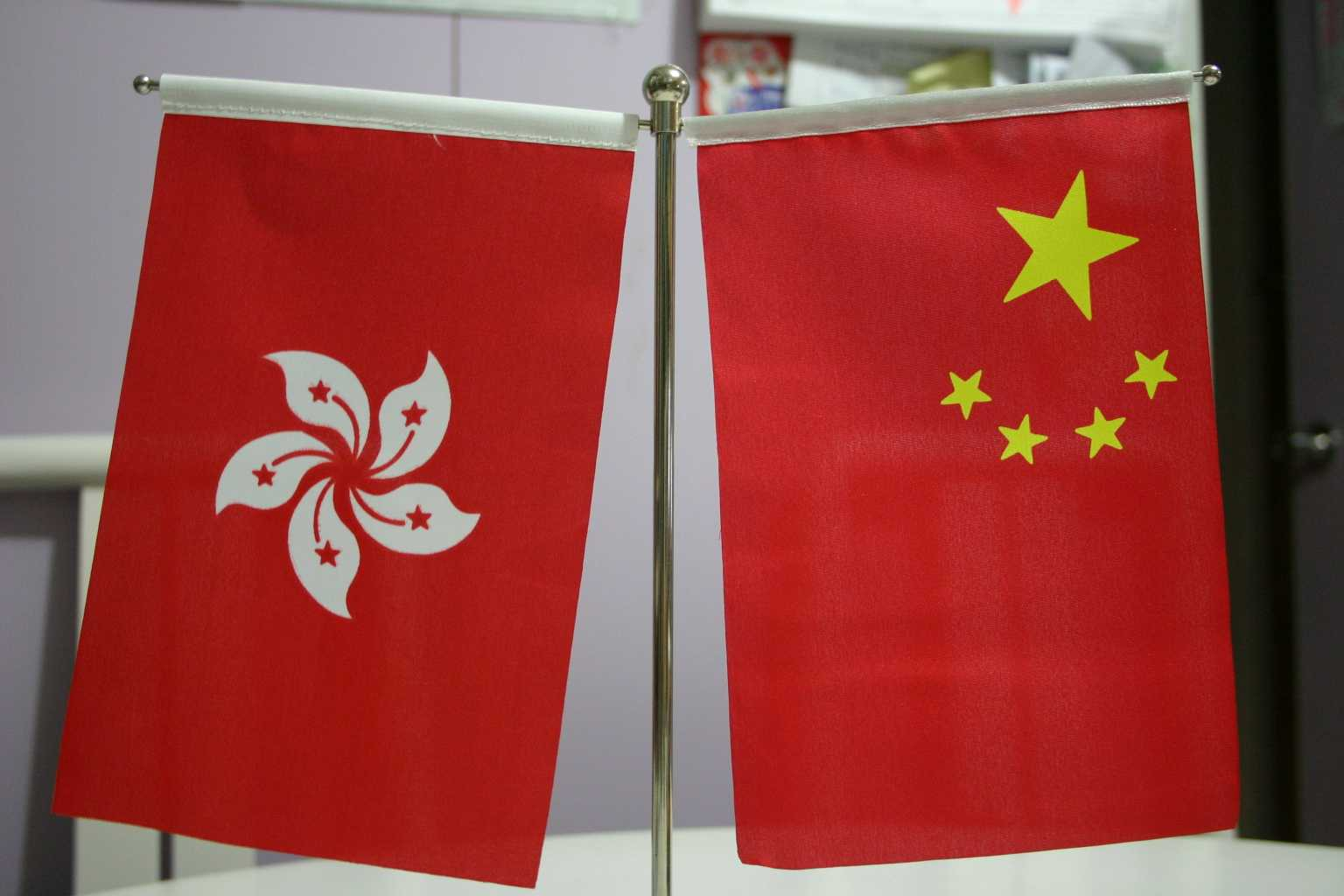
Banderas de Hong Kong y de la República Popular de China de tamaño de escritorio.

Esta tabla lista todos los tamaños oficiales de la bandera. Los que no se encuentran en esta lista son considerados fuera del estándar.
| Tamaño                            | Largo y ancho en centímetros |
| --------------------------------- | ---------------------------- |
| 1                                 | 288 × 192                    |
| 2                                 | 240 × 160                    |
| 3                                 | 192 × 128                    |
| 4                                 | 144 × 96                     |
| 5                                 | 96 × 64                      |
| Bandera para automóvil            | 30 × 20                      |
| Bandera para ceremonias de firmas | 21 × 14                      |
| Bandera de escritorio             | 15 × 10                      |

## Otras banderas

### Bandera colonial de 1959

Bandera de Hong Kong (1959-1997)

Bandera derivada de la bandera colonial, utilizada por el Movimiento de Autonomía de Hong Kong

Apodada como bandera del Hong Kong británico (港英旗) o bandera del Dragón y el León (龍獅旗), la que sería la última bandera colonial de Hong Kong fue adoptada en 1959 con autorización del Colegio de Armas británico y con el consentimiento de la Reina Isabel II y el consejo ejecutivo de Hong Kong. Si bien la bandera perdió su estatus oficial después de la transferencia de soberanía sobre Hong Kong el 1 de julio de 1997, reapareció en la década de 2010 como símbolo de protesta contra el gobierno chino en Hong Kong y la independencia de Hong Kong.
El primer uso de alto perfil de la antigua bandera en las protestas se produjo en 2011 durante las protestas en favor de la democracia. Los manifestantes a menudo declararon que no utilizaron la bandera colonial para respaldar la independencia de Hong Kong o el regreso de Hong Kong al control británico, sino más bien porque sentían que Hong Kong tenía una mayor libertad bajo el dominio británico. Los manifestantes también dijeron que usaron la bandera para expresar los valores contrastantes de China y Hong Kong.
Los defensores del Movimiento de Independencia de Hong Kong y el Movimiento de Autonomía de Hong Kong usan un derivado de la bandera colonial, sin el Union Jack británico y con los caracteres chinos para Hong Kong (香港) en el centro del escudo.
El derecho a exhibir la antigua bandera está protegido por la Ordenanza de la Declaración de Derechos de Hong Kong y la Ley Básica de Hong Kong como expresión de la libertad de expresión. A pesar de esto, cuando la vieja bandera comenzó a aparecer en las protestas, los periódicos pro-Beijing pidieron que se prohibiera. El bando pro-Beijing ve la bandera como un símbolo del colonialismo y un recordatorio de las pérdidas de China durante la era del Nuevo Imperialismo. Los críticos también declararon que el uso de la bandera azul se basó en una visión selectiva del dominio británico en Hong Kong, en lugar de referirse a la segregación temprana y la imposición de la ley marcial durante los disturbios entre pro-comunistas y el gobierno en 1967.
A pesar de ser una bandera de protesta popular, los líderes del Movimiento Paraguas solicitaron que los participantes del movimiento no usaran la bandera, ya que tenían la intención de protestar sin provocar intencionalmente a las autoridades chinas o la Fuerza de Policía de Hong Kong.
La bandera colonial también se ha utilizado fuera de Hong Kong. En el Reino Unido, la bandera azul se ha utilizado como un símbolo de protesta para presionar al gobierno del Reino Unido para garantizar que se cumpla la Declaración Conjunta Sino-Británica.

### Otras banderas históricas

Bandera de Hong Kong (1871-1876).
Bandera de Hong Kong (1876-1955).
Bandera de Hong Kong (1955-1959).
Pabellón rojo no oficial usado antes de la transferencia a la República Popular China en 1997.
Bandera del Gobernador de Hong Kong.

### Usadas en lasmanifestaciones de 2019-2020

"Bauhinia negra", bandera sobre fondo negro.
Variante de la "Bauhinia negra", sin las estrellas que representan al gobierno chino.
Variante de la "Bauhinia negra", con pétalos marchitos.
Variante de la "Bauhinia negra", con pétalos marchitos y manchados de sangre.
"Bandera de la pared de Lennon", diseñada por el caricaturista Badiucao.[18]